# Roy Goldman
Roy Goldman (3 maart 1932 - 1 september 2009) was een Amerikaans acteur die het best bekend is als soldaat/MP/barkeeper/ziekenverzorger in de televisieserie M*A*S*H. Meestal werd hij in de serie aangesproken bij zijn achternaam (Goldman), maar soms bij zijn voornaam (Roy). Met andere woorden, hij speelde een karakter die Roy Goldman heette, net als zijn eigen naam. Zijn optredens in de serie stonden ook niet altijd op de aftiteling, omdat de rol te klein was. Goldman in 2009 overleed op 77-jarige leeftijd.

## Filmografie
- Hogan's Heroes Televisieserie - Rol onbekend (Afl., The Great Impersonation, 1966, niet op aftiteling)
- Sherlock Holmes in New York (Televisiefilm, 1976) - Werkman #2
- M*A*S*H Televisieserie - Roy Goldman (25 afl., 1973-1983)
- To Be or Not to Be (1983) - Adolf Hitler